# Ньямбу Капарарідзе
Ньямбу Капарарідзе (*д/н — після 1632) — 11-й мвене-мутапа (володар) Мономотапи в 1623—1629 роках.

## Життєпис
Походив з династії Мбіре. Син мвене-мутапи Гаці Русере. 1623 року спадкував трон. Відбив спробу стриєчного брата Маури захопити владу.
За цим вирішив позбавитися впливу португальців, насамперед над добування та торгівлі золотом в області Каранга. Це зрештою спричинило війну у 1629 році. Португальці за підтримки племен тонга завдали поразки військам мвене-мутапи, якого було повалено. Новим володарем було поставлено Мауру. 
Наприкінці 1631 року за допомогою прикордонних вождів підняв повстання проти Маури, завдавши тому низки поразок. Вдалося захопити столицю держави, де було знищено домініканців. Проте вже напочатку 1632 року Ньямбу зазнав поразки, відступивши у джунглі. Продовжив партизанську війну. Подальша доля Ньямбу Капарарідзе невідома.